# Gary J. Brink
Gary J. Brink é um diretor de arte estadunidense. Venceu o Oscar de melhor direção de arte na edição de 1980 por All That Jazz, ao lado de Tony Walton, Philip Rosenberg e Edward Stewart.